# Kultura prawna chrześcijaństwa

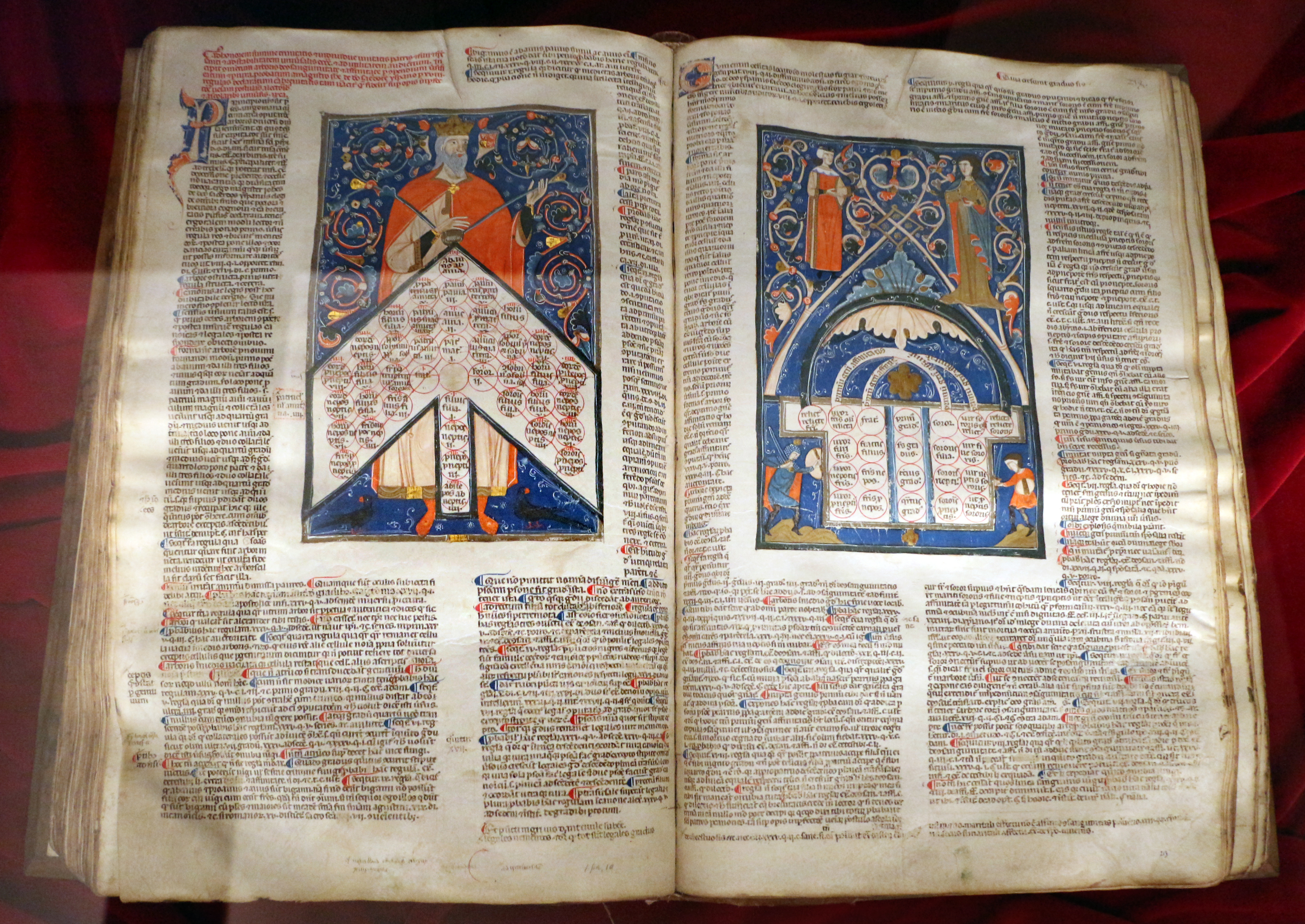
Dekretały Grzegorza IX, zbierające normy prawa kanonicznego

Kultura prawna chrześcijaństwa – kultura prawna wykształcona i oparta na Biblii, Dekalogu, prawie rzymskim i filozofii greckiej.

## Geneza
Kultura prawna chrześcijaństwa wywodzi się z kultury prawnej judaizmu i bazuje na tych samych źródłach, czyli na księgach Starego Testamentu, przy czym największe znaczenie dla prawa chrześcijańskiego ma pięć ksiąg: Rodzaju, Wyjścia, Kapłańska, Liczb i Powtórzonego Prawa. Drugą podstawą są księgi Nowego Testamentu, a w nich Listy św. Pawła, które poświęcone są prawu. Wpływ na kształtowanie się prawa chrześcijańskiego miało również prawo rzymskie i filozofia grecka. 
Kulturę prawa chrześcijańskiego charakteryzuje: religijność, dogmatyzm, humanitaryzm, integralność i powszechność. Roman Tokarczyk dodaje jeszcze do tych pięciu cech dogmat eschatologiczny.

Według niego: 

Dogmatyczny charakter kultury prawnej chrześcijaństwa przejawia się poprzez wyrażanie istoty Boga i wiary w formie absolutnych, niezmiennych prawd – dogmatów. Określenie „dogmat” (gr. dokeo) w swym podstawowym znaczeniu wskazuje na „to, co okazało się prawdziwe”. Prawdziwe okazały się wszystkie prawa aprobowane w kulturze prawnej chrześcijaństwa, ale najbliższe oglądowi człowieka jest prawo naturalne zapisane w jego sercu i rozumie.

Innymi elementami prawa chrześcijaństwa, będącymi bardziej podstawą dla chrześcijańskich norm i wartości etycznych, są Dekalog, Przykazanie miłości wobec Boga i bliźniego oraz Kazanie na górze.

## Tomasz z Akwinu i normy prawne
Wykładnią prawa chrześcijańskiego zajmował się Tomasz z Akwinu; została ona ujęta w encyklice Aeterni patris papieża Leona XIII, będącej podstawą filozofii prawa Kościoła katolickiego, od XIX w. zwanej tomizmem. Zakłada ona podział prawa na prawo boskie (ius divinum), w tym prawo wieczne (lex aeterna), naturalne (ius naturalis) i objawione, oraz prawo ludzkie (ius humanum). Prawo ludzkie obejmuje prawo kanoniczne, państwowe i prawo kościelne. 
Kościół chrześcijański kieruje się normami prawnymi, tzw. kanonami, spisanymi w prawie kanonicznym. Jako część prawa kościelnego określają one również normy regulujące stosunki kościelne. Kanony kształtowały się na przestrzeni wieków, wpierw stanowiąc kościelne prawo zwyczajowe, a następnie nabierając cech prawa stanowionego. Normy prawa kanonicznego zostały zebrane i uporządkowane w wielu różnych opracowaniach, m.in. w Dekrecie Gracjana, Dekretałach Grzegorza IX, Clementinae, Corpus Iuris Canonici czy w Kodeksie prawa kanonicznego.